# روبرت ملكي
روبرت ألكسندر روبرت ميشيل ملكي (من مواليد 14 نوفمبر 1992)، ومعروف أيضًا باسم ألكسندر ميشيل ملكي، هو لاعب كرة قدم لبناني، يلعب كمدافع لنادي الأنصار والمنتخب اللبناني. يلعب في مركز قلب دفاع على مستوى الأندية، ويلعب بشكل أساسي كظهير أيمن على المستوى الدولي. وهو سويدي المولد، مثل السويد على مستوى الشباب قبل أن يحصل على الجنسية اللبنانية من خلال جده من جهة والده. قرر تحويل ولائه إلى لبنان وظهر لأول مرة على المستوى الدولي في عام 2018. انتقل إلى نادي إسكلستونا في عام 2017، وساعدهم على العودة إلى الدوري السويدي الممتاز. وفي عام 2019، انتقل إلى قطر، لينضم إلى نادي الخور قبل أن ينتقل إلى الشحانية في عام 2021. عاد ميشيل ملكي إلى السويد ليلعب مع نادي إسكلستونا في عام 2022 ونادي نورديك يونايتد في عام 2023. وانضم إلى نادي الأنصار اللبناني قبل موسم 2023–24.

## النشأة
ولد ميشيل ملكي في السويد لأم سويدية وأب سرياني، روبرت ميشيل، الذي كان يلعب لفريق سيريانسكا عندما كان الفريق لا يزال في الدرجات الأدنى في بطولات كرة القدم السويدية. أخوه الأصغر فيليكس ملكي يلعب كرة القدم أيضًا. وفي مقابلة مع قناة تي آر تي العالمية، ذكر شقيقه فيليكس أن جدهما لبناني، وأن اثنتين من أخوات والدهما ولدتا في لبنان.

## مع نوادي كرة القدم

### سيريانسكا

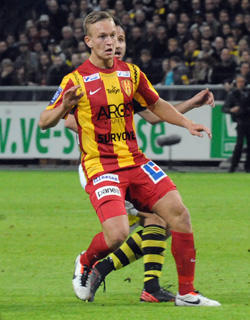
روبرت ميشال ملكي مع سيريانسكا عام 2013

بدأ حياته المهنية في نادي سيريانسكا، وكان أول ظهور شخصي له مع الفريق الأول في الدوري السويدي الممتاز في 20 يونيو 2011 عندما كان في الثامنة عشر من عمره، أمام نادي يورغوردينس. خلال ذلك الموسم شارك في 10 مباريات بالدوري. بينما شارك عام 2012 في 23 مباراة.
بعد عامين بالضبط من ظهوره الأول في البطولة السويدية، في 20 يونيو 2013، تعرض لإصابة خطيرة في الرباط الصليبي لركبته اليسرى خلال مباراة ضد مالمو. أجبرته الإصابة على البقاء خارج الملاعب لمدة عام.
بعد أن تعافى من الإصابة، تعرض ميشيل في يوليو 2015 لإصابة في نفس الرباط الصليبي الذي أصيب به قبل عامين مما أجبره على إنهاء الموسم مقدمًا. كان عامه الأخير في سيريانسكا في عام 2016، وشارك في 25 مباراة بالدوري.

### إسكلستونا
بعد انتهاء عقده مع سيريانسكا، أجرى ميشيل تجارب مع هاماربي وديورغاردن في يناير 2017. وبعد بضعة أسابيع وقع عقدًا لمدة عامين مع فريق إسكلستونا.
في موسمه الأول في النادي، لعب 23 مباراة في الدوري السويدي، وفي الموسم التالي، هبط النادي إلى سوبرتان، ولعب 29 مباراة في الدوري بالإضافة إلى المباراتين الفاصلتين ليعود فريقه إلى الدرجة الأولى.

### الخور
في 23 يناير 2019، خلال فترة الانتقالات الشتوية، أعلنت قنوات الكاس الرياضية رسميًا عن توقيعه عقدًا مع فريق الخور في دوري نجوم قطر حتى نهاية الموسم. في موسمه الأول، 2018–19، لعب سبع مباريات في الدوري، وساعد فريقه على تجنب الهبوط باحتلاله المركز العاشر في الدوري. وخلال موسم 2019–20، لعب 20 مباراة من أصل 22 مباراة في الموسم، وغاب عن مباراتين بسبب الإصابة، وقدم تمريرتين حاسمتين. واحتل النادي المركز الحادي عشر، لعبوا مباراة فاصلة ضد فريق الدرجة الثانية القطري فريق المرخية. وفازوا بالمباراة بنتيجة 2–0 بعد الوقت الإضافي، وتجنبوا الهبوط مرة أخرى.
أنهى المركز الثاني مع الخور في كأس نجوم قطر في موسم 2020–21، وشارك في المباراة النهائية ضد الفائز نادي الريان. بعد أن لعب سبع مباريات خلال الموسم، أنهي عقده في 20 فبراير 2021.

### الشحانية
انضم إلى فريق الدرجة الثانية القطري الشحانية، ظهر لأول مرة في موسم 2020-21 في 27 فبراير 2021، ضد نادي معيذر. بعد أن لعب خمس مباريات في الموسم، وساعد فريقه على احتلال المركز الثاني، ولعب ضد فريقه السابق الخور في تصفيات الصعود، وخسر بنتيجة 3-1 وبقي في الدرجة الثانية. سجل هدفه الوحيد لصالح الشحانية في 26 فبراير 2022، خلال موسم 2021–22، ضد الوعب.

### العودة إلى السويد
في 8 أغسطس 2022، عاد إلى ناديه السابق في السويد إسكلستونا، ليجتمع مع شقيقه فيليكس؛ ووقع عقدًا حتى نهاية موسم 2022. في 23 فبراير 2023، انتقل إلى نادي نورديك يونايتد في الدرجة الأولى.

### الأنصار
في 6 يوليو 2023، أعلن نادي الأنصار في الدوري اللبناني الممتاز عن توقيع عقداً مع روبرت قبل موسم 2023–24.

## دولياً

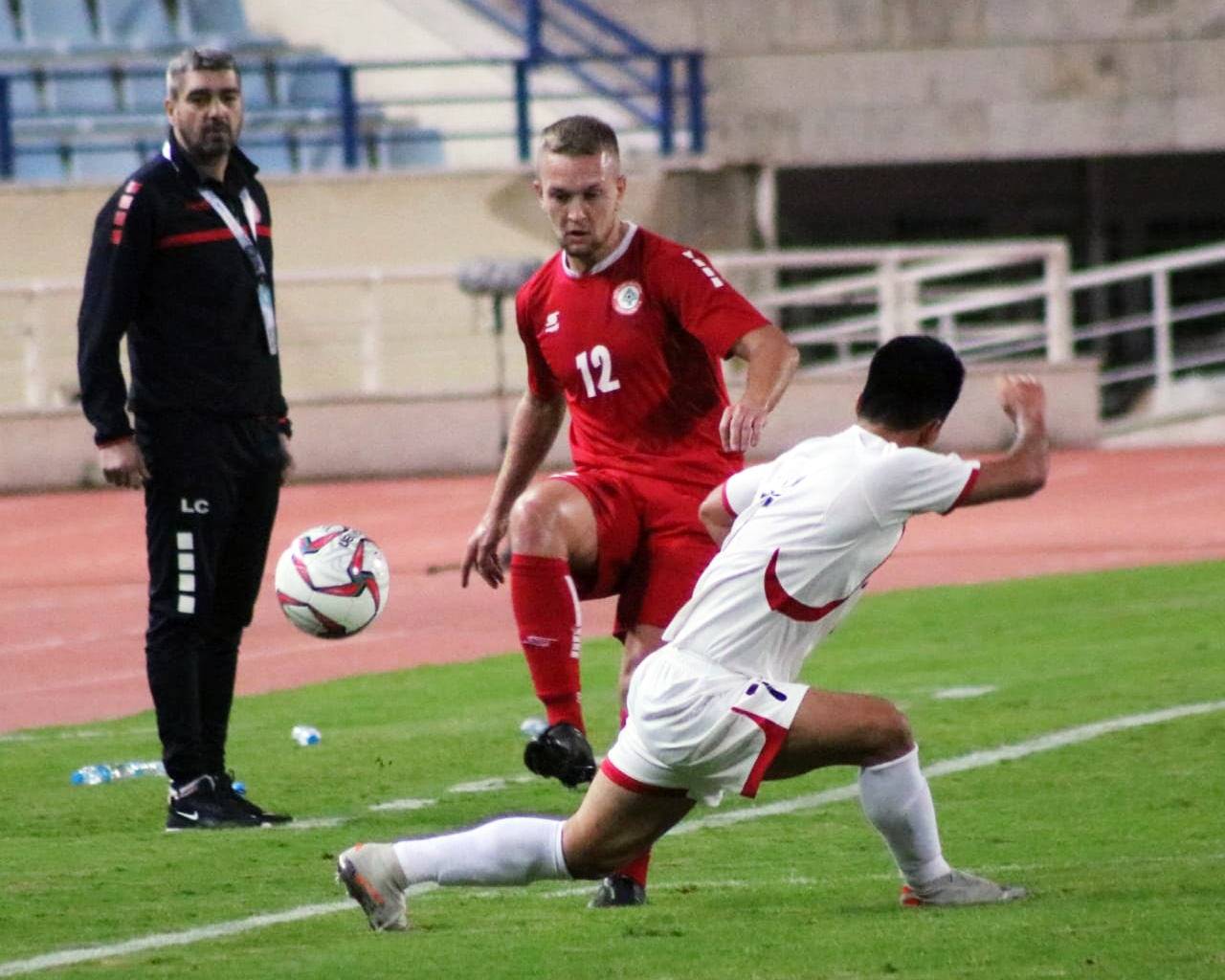
ميشال ملكي مع لبنان ضد كوريا الشمالية في 2019

مثّل السويد دوليًا في مستوى تحت 19 عامًا وتحت 21 عامًا.
في عام 2018، حصل على جواز سفر لبناني، مما جعله مؤهلاً للعب مع منتخب لبنان. ظهر لأول مرة مع منتخب لبنان في 15 نوفمبر 2018، ولعب 90 دقيقة كاملة في التعادل السلبي ضد أوزبكستان. استدعي للمشاركة في كأس آسيا 2019، إلى جانب شقيقه ألكسندر.
في 14 نوفمبر 2019، لعب 90 دقيقة كاملة في تصفيات كأس العالم 2022 ضد كوريا الجنوبية. التي إنتهت بالتعادل 0-0، وقام روبرت بمتابعة مهاجم توتنهام هوتسبر سون هيونغ مين؛ والذي أعتبر رجل المباراة من قبل المشجعين اللبنانيين.

## الإحصائيات المهنية

### النادي
آخر تحديث 16 أكتوبر 2022.
| نادي            | موسم            | دوري                         | دوري | دوري  | الكأس الوطنية | الكأس الوطنية | كأس الدوري | كأس الدوري | أخرى | أخرى  | المجموع | المجموع |
| نادي            | موسم            | القسم                        | ظهور | أهداف | ظهور          | أهداف         | ظهور       | أهداف      | ظهور | أهداف | ظهور    | أهداف   |
| --------------- | --------------- | ---------------------------- | ---- | ----- | ------------- | ------------- | ---------- | ---------- | ---- | ----- | ------- | ------- |
| نادي سيريانسكا  | 2011            | الدوري السويدي الممتاز       | 10   | 0     | —             | —             | —          | —          | —    | —     | 10      | 0       |
| نادي سيريانسكا  | 2012            | الدوري السويدي الممتاز       | 23   | 1     | 3             | 0             | —          | —          | —    | —     | 26      | 1       |
| نادي سيريانسكا  | 2013            | الدوري السويدي الممتاز       | 12   | 2     | —             | —             | —          | —          | —    | —     | 12      | 2       |
| نادي سيريانسكا  | 2014            | سوبرتان                      | 15   | 0     | 3             | 0             | —          | —          | —    | —     | 18      | 0       |
| نادي سيريانسكا  | 2015            | سوبرتان                      | 14   | 0     | —             | —             | —          | —          | —    | —     | 14      | 0       |
| نادي سيريانسكا  | 2016            | سوبرتان                      | 25   | 0     | 0             | 0             | —          | —          | 2    | 0     | 27      | 0       |
| نادي سيريانسكا  | المجموع         | المجموع                      | 99   | 3     | 6             | 0             | 0          | 0          | 2    | 0     | 107     | 3       |
| نادي إسكلستونا  | 2017            | الدوري السويدي الممتاز       | 23   | 0     | —             | —             | —          | —          | —    | —     | 23      | 0       |
| نادي إسكلستونا  | سوبرتان 2018    | سوبرتان                      | 29   | 0     | 1             | 1             | —          | —          | 2    | 0     | 32      | 1       |
| نادي إسكلستونا  | المجموع         | المجموع                      | 52   | 0     | 1             | 1             | 0          | 0          | 2    | 0     | 55      | 1       |
| نادي الخور      | 2018–19         | دوري نجوم قطر                | 7    | 0     | —             | —             | —          | —          | —    | —     | 7       | 0       |
| نادي الخور      | 2019–20         | دوري نجوم قطر                | 20   | 0     | —             | —             | 2          | 0          | 1    | 0     | 23      | 0       |
| نادي الخور      | 2020–21         | دوري نجوم قطر                | 7    | 0     | —             | —             | 3          | 0          | —    | —     | 10      | 0       |
| نادي الخور      | المجموع         | المجموع                      | 34   | 0     | 0             | 0             | 5          | 0          | 1    | 0     | 40      | 0       |
| نادي الشحانية   | 2020–21         | دوري الدرجة الثانية القطري   | 5    | 0     | —             | —             | —          | —          | 3    | 0     | 8       | 0       |
| نادي الشحانية   | 2021–22         | دوري الدرجة الثانية القطري   | 11   | 1     | 1             | 0             | —          | —          | 4    | 0     | 16      | 1       |
| نادي الشحانية   | المجموع         | المجموع                      | 16   | 1     | 1             | 0             | 0          | 0          | 7    | 0     | 24      | 1       |
| نادي إسكلستونا  | 2022 ‏           | سوبرتان                      | 9    | 0     | 0             | 0             | —          | —          | —    | —     | 9       | 0       |
| نورديك يونايتد ‏ | 2023            | الدوري السويدي الدرجة الأولى | 14   | 1     | —             | —             | —          | —          | —    | —     | 14      | 1       |
| المجموع الوظيفي | المجموع الوظيفي | المجموع الوظيفي              | 224  | 5     | 8             | 1             | 5          | 0          | 12   | 0     | 249     | 6       |

1. ↑   يشمل كأس السويد، كأس الأمير (قطر)
2. ↑  يشمل كأس نجوم قطر

### دولي
| الفريق الوطني | سنة     | الظهور | الأهداف |
| ------------- | ------- | ------ | ------- |
| لبنان         | 2018    | 2      | 0       |
| لبنان         | 2019    | 8      | 0       |
| لبنان         | 2020    | 1      | 0       |
| لبنان         | 2021    | 11     | 0       |
| لبنان         | 2022    | 2      | 0       |
| المجموع       | المجموع | 24     | 0       |

## الإنجازات
الخور
- كأس نجوم قطر: 2020–21

## وصلات خارجية
- روبير ملكي على موقع اتحاد السويد (السويدية)
- روبير ملكي على موقع قاعدة بيانات كرة القدم.إي يو (الإنجليزية)
- روبير ملكي على موقع ناشيونال فوتبول تيمز (الإنجليزية)
- روبير ملكي على موقع Soccerway.com (الإنجليزية)
- روبير ملكي على موقع عالم كرة القدم.نت (الإنجليزية)
- روبير ملكي على موقع كووورة